# Айн Рэнд
Айн Рэнд (англ. Ayn Rand [aɪn ɹænd]; урождённая Али́са Зино́вьевна Розенба́ум; 2 февраля 1905[…], Санкт-Петербург, Санкт-Петербургская губерния, Российская империя — 6 марта 1982[…], Манхэттен, Нью-Йорк) — американская писательница и философ. Известна двумя своими романами-бестселлерами — «Источник» и «Атлант расправил плечи»; работала также как драматург и сценарист. Рэнд — создательница философской системы, названной ею объективизмом.
Окончив Петроградский университет по специальности «социальная педагогика», она в 1925 году по студенческой визе уехала в США, откуда решила не возвращаться. В 1932 году студия Universal Pictures купила для экранизации её сценарий «Красная пешка», что обеспечило Рэнд известность в профессиональной среде. В 1935 и 1936 году она поставила пьесу в Бродвейском театре. Первые два романа Рэнд не были успешными. Широкая известность к ней пришла с выходом романа «Источник» в 1943 году. В 1957 году из-под пера Рэнд вышла её самая известная работа — роман «Атлант расправил плечи». Впоследствии она переключилась на научную литературу, чтобы продвигать свою философию. Она начала публиковать периодические издания, а также написала несколько сборников эссе.
Рэнд превозносила разум как единственный источник приобретения знаний и отвергала веру и религию. Она поддерживала рациональный и этический эгоизм и отвергала альтруизм. Рэнд крайне негативно относилась к большинству известных ей философов и философским традициям (кроме Аристотеля, Фомы Аквинского и классических либералов).
Рецензии критиков на произведения Рэнд были смешанными, а академические круги игнорировали или отвергали её философию.
Движение объективистов распространяет идеи Рэнд как для публики, так и для академических кругов. Рэнд оказала значительное влияние на либертарианцев и американских консерваторов.

## Биография

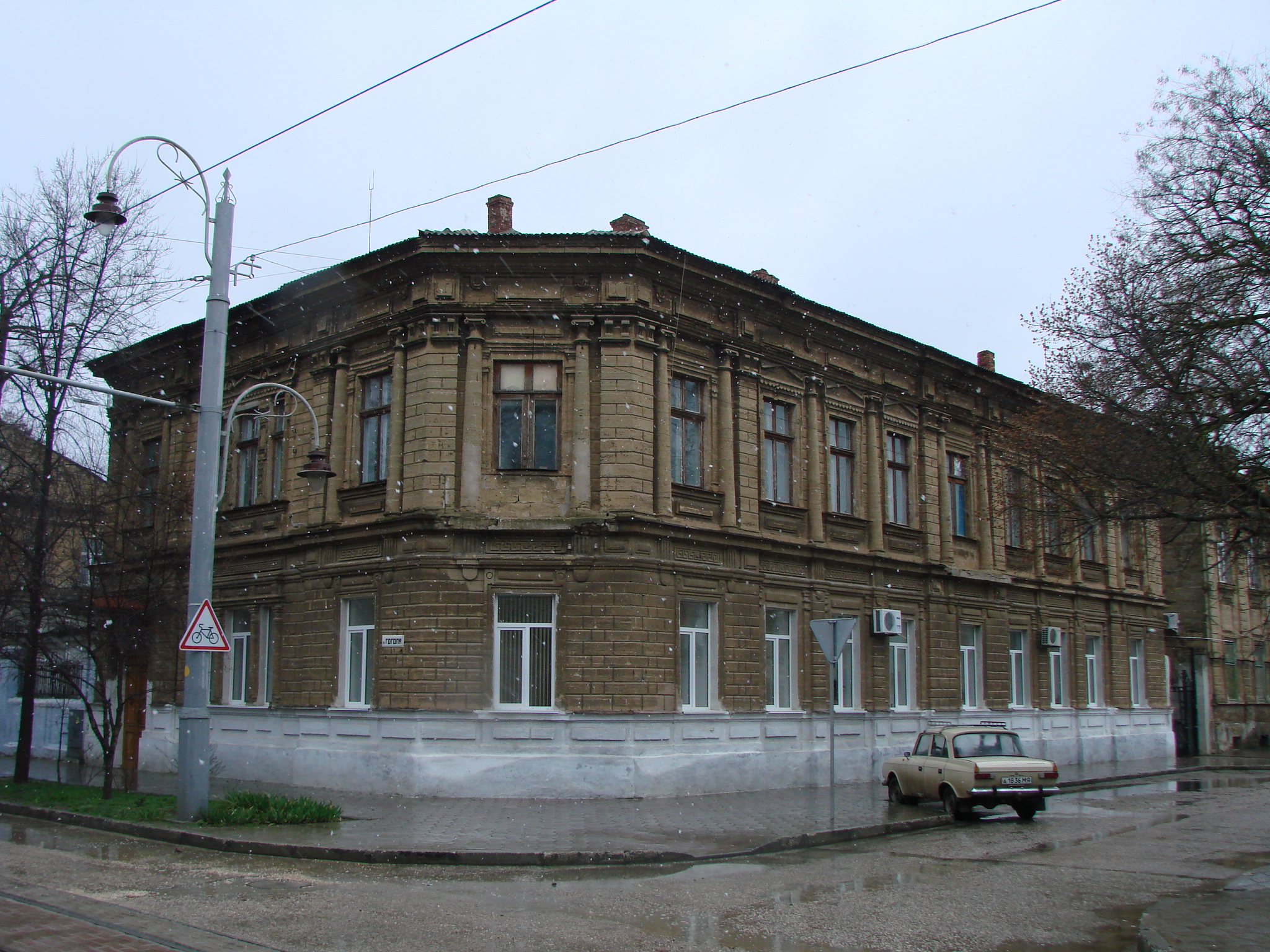
Частная женская гимназия А. Рущинской в Евпатории, где училась Айн Рэнд

Алиса Зиновьевна Розенбаум родилась в Санкт-Петербурге, в семье провизора Залмана-Вольфа (Зелика-Вульфа) Зораховича (в быту Зиновия Захаровича) Розенбаума (1869, Брест-Литовск — 1939, Ленинград) и его жены, зубного техника Ханы Берковны (Анны Борисовны) Каплан (1880, Санкт-Петербург — ноябрь 1941, Ленинград), была старшей среди трёх дочерей (Алиса, Наталья и Нора). Дед со стороны отца — Зорах Довидович Розенбаум — был столяром, переехал в Брест-Литовск с семьёй из Кобрина. Зиновий Розенбаум служил управляющим аптек, принадлежащих сестре Анны — Добруле Каплан и её мужу Иезекиилю Конгейму, где в 1904 году и познакомился со своей будущей женой — дочерью владельца крупного предприятия по пошиву военной формы Бориса (Берки Ицковича) Каплана и фармацевта Розалии Павловны Каплан.
Вскоре после рождения младшей дочери Норы в 1910 году Зиновий Розенбаум стал управляющим в крупной аптеке Александра Клинге на углу Невского проспекта и Знаменской площади, и семья переехала во вместительную квартиру на втором этаже особняка, прямо над аптекой. Третий этаж заняла семья другой сестры Анны Борисовны, Елизаветы, и её мужа — известного петербургского врача-гинеколога и учёного-медика Исаака Моисеевича Гузарчика (1864—?).
Уже в 1912 году Зиновий Розенбаум стал совладельцем и в 1914 году единоличным владельцем этой аптеки, персонал которой теперь включал 6 провизорских помощников, 3 практикантов и нескольких ассистентов.
Читать и писать Алиса Розенбаум научилась в 4 года. Небольшие рассказы начала писать в детстве. В женской гимназии М. Н. Стоюниной Розенбаум училась вместе с сестрой писателя Владимира Набокова Ольгой.
В 1917 году после революции в России собственность Зиновия Розенбаума была конфискована, и осенью 1918 года семья переехала в Одессу, оттуда в начале 1919 года в Евпаторию, где в сентябре 1919 года Алиса Розенбаум поступила в пятый класс и 30 июня 1921 года окончила Евпаторийскую женскую гимназию А. П. Рущинской и А. А. Миронович, получив свидетельство об окончании «IV группы второй ступени школы № 4, семь классов бывшей земской гимназии» (её младшие сёстры в это время учились в казённой женской гимназии). Летом 1921 года семья покинула Крым и к августу прибыла в Петроград, где 24 августа 1921 года Алиса Розенбаум подала прошение ректору Петроградского университета о зачислении.
2 октября 1921 года Алиса Розенбаум поступила в Петроградский университет по специальности «социальная педагогика» на трёхлетний курс, объединявший историю, филологию и право. В годы учёбы познакомилась с идеями Фридриха Ницше, оказавшими на неё большое влияние. Окончила университет весной 1924 года.
Перед эмиграцией Алиса Розенбаум успела окончить также первый курс петроградской Школы экранного искусства. В 1925 году в серии «Популярная кино-библиотечка» отдельной книгой вышла первая печатная работа Алисы Розенбаум «Пола Негри» — очерк творчества популярной киноактрисы.
В 1925 году она получила визу для поездки на учёбу в США, в январе 1926 года через Ригу переехала в Берлин (где жила её двоюродная сестра, врач Вера Исааковна (Ицковна) Гузарчик) и в конце февраля прибыла в Чикаго, где поселилась у живших там кузенов своей матери.
В 1930-х годах, после получения гражданства США и постоянного трудоустройства, являвшихся требованием для воссоединения семьи, Рэнд начнёт оформление документов, а родители и сёстры будут использовать между собой в общении в быту английский, чтобы подготовиться к переезду, однако, получат отказ в праве на выезд заграницу, а вскоре и вовсе будут вынуждены прервать переписку. В итоге её родители останутся в Ленинграде: отец умер в 1939 году, а мать в 1941 году во время блокады в годы Великой Отечественной войны. Обе сестры также остались в СССР. Наталья Розенбаум (1907—1945) окончила Ленинградскую консерваторию. Элеонора Розенбаум (в замужестве Дробышева, 1910—1999) посетила США в 1973 году по приглашению Айн Рэнд, но не приняла её образ жизни и вскоре возвратилась в Советский Союз и до самой смерти жила в Ленинграде (Санкт-Петербурге).
Первая любовь Алисы Розенбаум — выпускник Ленинградского технологического института Лев Борисович Беккерман (1901—1937), выведенный как Лео Коваленский в её романе «Мы, живые», был расстрелян 6 мая 1937 года по 58 статье УК РСФСР.
Алиса Розенбаум осталась в США и начала работать статисткой в Голливуде, где снялась в эпизодической роли в фильме «Царь царей» Сесила Б. де Милля (1927). Постепенно она доросла до главного костюмера студии RKO Pictures. В 1927 году студия, в которой работала Айн Рэнд, закрылась и до 1932 года она перебивалась на разных временных работах: официанткой, продавщицей газетных подписок. Четыре готовых киносценария, которые она привезла из России, не заинтересовали американских кинопродюсеров.
В 1929 году она вышла замуж за киноактёра Фрэнка О’Коннора (1897—1979). Получила американское гражданство 13 марта 1931 года.
В 1932 году Розенбаум продала кинокомпании Universal Studios сценарий «Красная пешка» (англ. Red Pawn) за 1500 долларов, что на тот момент было немалой суммой. Эти деньги позволили ей оставить работу и сосредоточиться на литературной деятельности.
Айн Рэнд вызвалась сама участвовать в слушаниях Конгресса по делу о влиянии коммунистической партии на американскую киноиндустрию (1947). Её свидетельство для комиссии Конгресса по расследованию антиамериканской деятельности было особенно ценным, поскольку Рэнд была эмигрантка из СССР. Когда Рэнд объявила американский фильм «Песнь о России» советской пропагандой, это воспринималось как суждение эксперта. Рэнд не только поддержала комиссию, но и подвела идеологическую основу под запрет на профессию для коммунистов и создание чёрных списков:

Мы не должны ограничивать свободу слова для коммунистов, но мы не обязаны предоставлять им работу, финансировать тех, кто на эти деньги будет проповедовать идеи нашего уничтожения.

Получив известность, она увлеклась ролью основательницы нового философского течения, которое, как указывает Р. Шнакенберг, уже тогда некоторые называли культом. Оставаясь замужем, она взяла в любовники Натаниэля Брандена (изначально — Натан Блюменталь), который был младше её на 25 лет. В 1950—1960-е он активно пропагандировал объективизм. В 1968 году Бранден сошёлся с молодой последовательницей Рэнд, за что был официально изгнан из круга приближённых и из движения объективистов в целом. Айн Рэнд сильно переживала это событие — ранее она говорила, что Натаниель должен будет желать её, «даже когда ей будет 80 и она будет на инвалидной коляске». В 1989 году Бранден издал мемуары под названием «Судный день. Мои годы с Айн Рэнд». В 1999 вышло второе, переработанное издание.

### Последние годы
В течение 1960-х и 1970-х годов Рэнд развивала и пропагандировала объективистскую философию через свои научно-популярные работы и беседуя с учениками в институтах, включая Йельский университет, Принстонский, Колумбийский, Гарвардский университет и Массачусетский технологический институт. Она получила почётную докторскую степень в колледже Льюиса и Кларка в 1963 году. Также Рэнд начала публиковать ежегодные лекции на форуме Ford Hall и отвечала на вопросы аудитории. Во время этих выступлений Рэнд часто принимала противоречивые позиции в политических и социальных вопросах дня. Рэнд поддерживала право женщины на аборт. Была против войны во Вьетнаме и воинской обязанности, но осуждала людей, уклоняющихся от военной службы. Поддерживала Израиль в Войне Судного дня 1973 года против коалиции Арабских стран, отзываясь об этой войне как: «Битве цивилизованных людей против дикарей». Рэнд говорила, что европейские колонисты имели право развиваться на земле, отобранной у Американских индейцев. Гомосексуальность она считала «отвратительной» и «аморальной», тем не менее выступала за отмену всех законов, касающихся гомосексуальности.

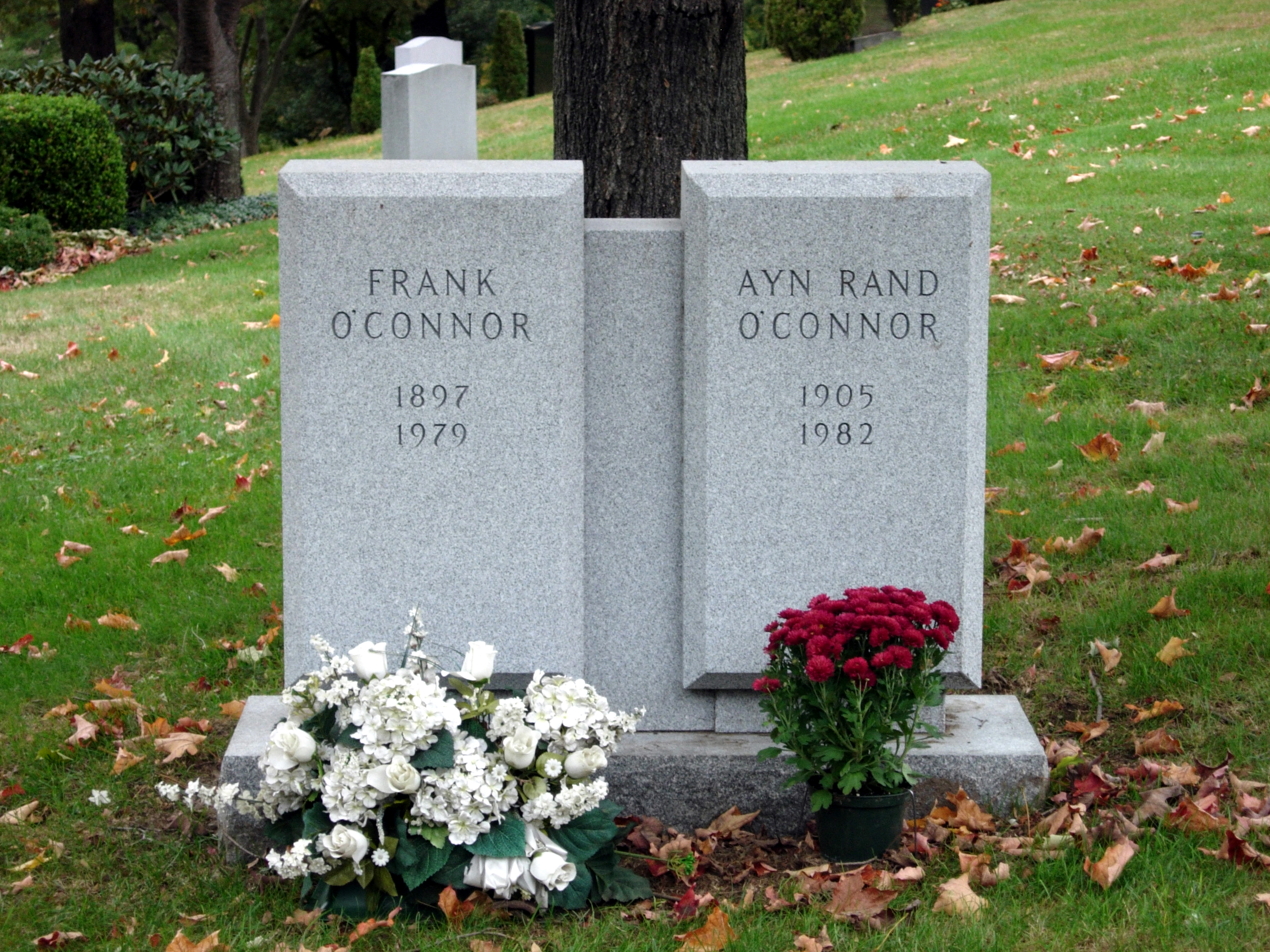
Могила Айн Рэнд

В своей философии Рэнд постоянно выступала против концепции «государства всеобщего благосостояния», которая предусматривала государственное перераспределение доходов в пользу малоимущих. В 1974 году Рэнд перенесла хирургическое лечение рака лёгкого и её юрист оформил для неё регулярные выплаты из государственного фонда социального обеспечения, которые она получала вплоть до смерти. Критики Рэнд усмотрели в этом лицемерие. Сама же Рэнд ещё в публикации 1966 года, высказала своё отношение к государственным выплатам: «Те, кто защищает государственные стипендии, не имеют на них права; те, кто выступает против них — имеют». Так как она активно выступала против системы государственной помощи, то была убеждена, что имеет моральное право её получать. Рэнд трактовала подобные государственные выплаты реституцией, компенсацией того, что государство принудительно забрало у людей ради того, чтобы иметь возможность кого-то одаривать.
В конце 1970-х годов её деятельность в рамках объективистского движения уменьшилась, особенно после смерти её мужа 9 ноября 1979 года. Одним из её последних проектов была так и не законченная телевизионная адаптация «Атлант расправил плечи».
Рэнд умерла от сердечной недостаточности 6 марта 1982 года в своём доме в Нью-Йорке. Была похоронена на кладбище Кенсико, Нью-Йорк. На похоронах Рэнд присутствовали некоторые из её выдающихся последователей. Однако Рэнд не простила Натаниэля, и на похоронах было выставлено специальное оцепление для недопущения Брандена на церемонию, если тот пожелает присутствовать. Наследником её имения, как Рэнд и хотела, стал Леонард Пейкофф.
Во время похорон рядом с гробом была установлена огромная композиция из цветов в виде знака доллара.

## Литературное творчество
Свой первый рассказ на английском языке — «The Husband I Bought» — Рэнд написала в 1926 году, это был первый год её жизни в США. Рассказ не публиковался до 1984 года.
В 1936 году в Америке, а в 1937 году в Великобритании вышел первый роман Айн Рэнд «Мы — живые» (англ. We the Living) о жизни лишенцев в СССР. Рэнд отдала работе над романом много сил: она писала его на протяжении шести лет. Однако критика встретила роман прохладно, американские читатели также не проявили к книге большого интереса. В 1942 году режим Муссолини, без ведома автора, дал санкцию на экранизацию романа, сочтя его критикой советского коммунизма. В фильме были заняты ведущие актёры итальянского кино. В последующие годы суммарный тираж книги достиг 2 млн экземпляров.
В 1937 году она написала небольшую повесть «Гимн», которая в 1938 году вышла в Великобритании. Второй крупный роман «Источник» вышел в 1943 году, а третий — «Атлант расправил плечи» — в 1957-м. Хотя роман попал в список бестселлеров The New York Times уже через три дня после выхода и оставался там почти полгода, Рэнд сильно переживала из-за отрицательных отзывов критиков.
После «Атланта» Рэнд начала писать философские книги: «Для нового интеллектуала» (1961), «Добродетель эгоизма» (1964), «Капитализм: неизвестный идеал» (1966), «Новые левые: антииндустриальная революция» (1971), «Введение в философию познания объективизма» (1979), «Философия: кому она необходима» (1982) и многие другие, а также читать лекции в американских университетах.

### Критика
Гимн (1938) Айн Рэнд во многом похож на Мы (1924) Евгения Замятина. К сходствам относятся:
- Роман написан в форме тайного дневника.
- Люди идентифицируются кодами, а не именами.
- Дети разлучены с родителями и воспитываются государством.
- Отказ от индивидуализма в пользу коллективной воли.
- Главный герой — мужчина, открывающий индивидуальность в отношениях с женским персонажем.
- Лес как «свободное» место за пределами «антиутопического» города.
- Главный герой обнаруживает связь с прошлым, когда люди были на свободе, в туннеле под землёй.

Между этими двумя историями также есть ряд различий. Например, общество Мы не находится в состоянии научного или технологического упадка, включая рентгеновские лучи, самолёты, микрофоны и так далее. В противоположность этому, люди из Гимна верят, что мир плоский и солнце вращается вокруг него, и что кровопускание — достойная форма лекарства. Есть мало свидетельств того, что Рэнд находилась под влиянием или даже читала работы Замятина, и она никогда не упоминала об этом в обсуждениях своей жизни в России.

## Философия и политические взгляды
Айн Рэнд является основательницей философии рационального индивидуализма, противостоящего коллективизму. Свои философские взгляды Рэнд выразила через идеал человека-творца, живущего исключительно за счёт своих творческих способностей и таланта.
В политике Айн Рэнд была сторонницей невмешательства государства в экономику и минимального государства, считала единственной правомерной функцией государства защиту прав человека (в том числе прав собственности).
20 октября 1947 года Рэнд в качестве свидетеля давала показания в Комиссии по расследованию антиамериканской деятельности в связи с фильмом «Песнь о России».
В своих показаниях Рэнд расценила данный фильм как коммунистическую пропаганду. В целом она полагала, что преследование в связи с выражением коммунистических взглядов противоречит свободе слова, однако при этом считала, что государство вправе знать, кто является членом партии, пропагандирующей насилие для достижения политических целей. При этом она поддерживала частные меры для сокращения проникновения коммунистической идеологии в кино. Она говорила по этому поводу:

Принцип свободы слова требует … чтобы мы не принимали законов, запрещающих [коммунистам] говорить. Однако принцип свободы слова… не подразумевает, что мы обязаны давать им работу и поддерживать наше собственное уничтожение за наш же счёт.
Оригинальный текст (англ.)The principle of free speech requires … that we do not pass laws forbidding [Communists] to speak. But the principle of free speech … does not imply that we owe them jobs and support to advocate our own destruction at our own expense.

Интересно, что при этом наблюдаются значительные параллели воззрений Рэнд с марксизмом. Да, она прославляет то, в чём марксисты обвиняли капиталистов: отсутствие интереса к общественному благу, эгоизм и равнодушие к жизни других, сведение всей жизни к увеличению личного богатства. Но при этом для обеих идеологий характерен догматический материализм и воинствующий атеизм, а критика государства почти что идентична: оно мешает и должно отмереть, так как выражает интересы не народа, а законодательной власти. Производительный труд ставится во главу угла. Марксисты назначают гегемоном пролетариат, у Рэнд главные положительные герои — капиталисты, занимающиеся материальным производством. В обоих случаях осуждаются нетрудовые доходы и паразитизм, хотя, конечно, критерии для этих явлений существенно различаются. Объективизм — такая же одномерная модель социума, как и марксизм.
Из советского периода жизни Рэнд по сути вынесла всю свою философию — просто вывернула её наизнанку. Вместо превознесения коллективизма в ущерб интересам индивида она декларировала ненависть к коллективу и сакральность индивидуализма. Но главное — это концепция разделения общества на классы по отношению к ролям в производстве, деление на производительный класс и паразитов, от которых надо избавляться. У марксистов это были пролетарии и буржуи, Рэнд же назначила на роль «движителя мира» капиталистов, а в паразиты записала всех остальных.
Более того, в «Атланте» образ протагониста обнаруживает явное сходство с вождём пролетариата. Оба вели подпольную деятельность и много лет скрывались от полиции. Имена и Ленина, и Голта стали легендарными, оба стали надеждой для активного меньшинства населения, которое желало изменить мир. И, когда пришло время открыто появиться, Голт сразу начал указывать, как надо жить, всей стране; обличать недостатки общества и настоятельно рекомендовать методы исправления согласно единственно верной и правильной доктрине. При этом Рэнд, проповедуя культ индивидуализма, считала нормальным и естественным следовать указам вождя.
Объективизм Рэнд оказал глубокое влияние на либертарианское движение. Дэвид Нолан, один из основателей Либертарианской партии, заявлял, что «без Айн Рэнд либертарианского движения не существовало бы».
Сама Рэнд никогда не относила себя к либертарианству и крайне отрицательно отзывалась о нём. «Я не желаю тратить на это своё время. Это дешёвая попытка получить известность» — говорила она в 1973 году после лекции в Бостоне, отвечая на вопрос о занимаемом положении в Либертарианской партии. Она считала, что либертарианцы «крадут её идеи, мешают их с совершенной противоположностью — религиозным фанатизмом, анархизмом и другими интеллектуальными несуразицами, какие могут найти, — а потом называют себя либертарианцами и претендуют на президентское кресло. Это худшее надругательство над идеями и философией как таковой» (Бостон, Форум Форд-холла, 1976).
Связывая либертарианство с анархизмом, Рэнд не признавала того, что её цели совпадают с целями либертарианцев, и не искала с ними союза:

Пожалуйста, не говорите, что они преследуют мои цели. Я не прошу и не принимаю помощи от интеллектуальных выродков. Мне нужны люди философски образованные — люди, которые понимают мои идеи, неравнодушно относятся к ним и правильно их толкуют… я отвергаю гнусный лозунг «Цель оправдывает средства»… Цель не оправдывает средства — нельзя достичь хорошего дурными средствами. Наконец, либертарианцы не заслуживают звания «средства» ни для какой цели, и уж тем более цели распространения объективизма.
— Бостон, Форум Фордхолла, 1981 год
Последней книгой Рэнд стала «Философия. Кому она нужна?» (1982) — сборник эссе, в котором она обобщает и отстаивает свои философские взгляды, которые легли в основу её главных книг — «Атлант расправил плечи» и «Источник». Согласно её идеям, разум — это не просто отличительная, но фундаментальная черта человека, благодаря которой он выживает.

## Судьба наследия

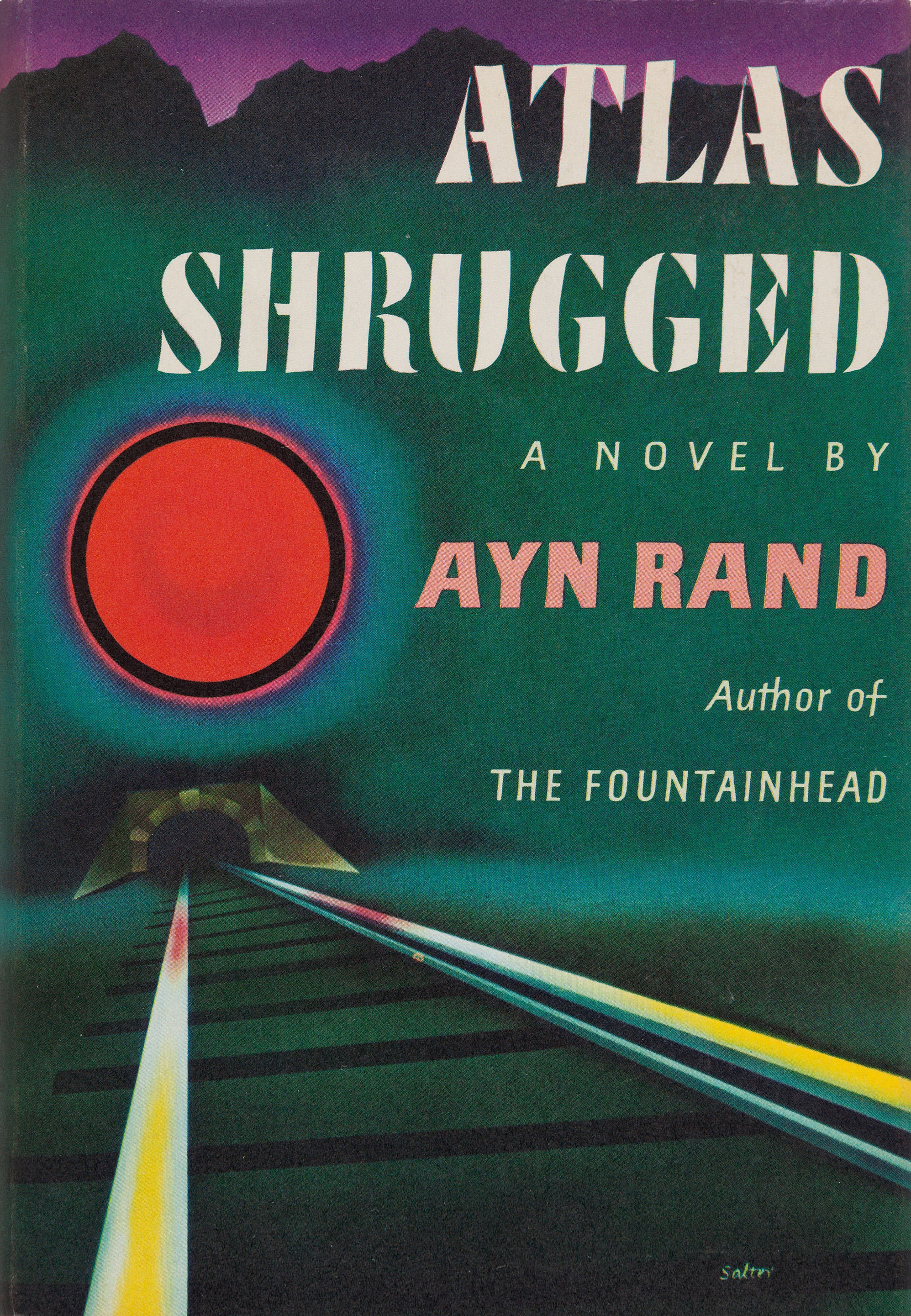
Обложка первого издания романа Атлант расправил плечи, 1957 год.

В Северной Америке имя Рэнд пользуется широкой известностью как создательницы философии объективизма, основанного на принципах разума, индивидуализма, разумного эгоизма и являющегося интеллектуальным обоснованием капиталистических ценностей в противовес популярному в годы её активной писательской деятельности (1936—1982) социализму.
Её повесть «Anthem» (Гимн) стала источником вдохновения для Нила Перта, барабанщика канадской рок-группы «Rush», написавшего стихи к одноимённой песне. Также произведения Айн Рэнд послужили вдохновением для трижды платинового (продано более 3 миллионов копий) альбома «Rush» «2112» (1976), который посвящён Айн Рэнд.
По какой-то причине Айн Рэнд стала популярна среди известных теннисисток. О значительном влиянии её книг упоминали Билли Джин Кинг, Крис Эверт и Мартина Навратилова. Среди политиков в числе известных поклонников — Маргарет Тэтчер и премьер-министр Австралии Малколм Фрейзер. Алан Гринспен, бывший глава Федеральной резервной системы США, не просто был поклонником, но и был одним из соавторов книги «Капитализм: Незнакомый идеал» («Capitalism: The Unknown Ideal», 1986, опубликована после смерти А.Рэнд). Поклонниками Рэнд являются Дональд Трамп и бывший глава ЦРУ Майкл Помпео.
Известными поклонниками Айн Рэнд в России являются экономист Андрей Илларионов, бизнесмен Евгений Чичваркин, писательница и журналистка Юлия Латынина, также при жизни почитательницей Айн Рэнд была диссидентка Валерия Новодворская.
Современная Церковь Сатаны считает, что объективизм А. Рэнд является для некоторых источником философии сатанизма. Исследователь американского сатанизма Джеймс Льюис указывает, что встречающееся мнение о парафразах из книг Рэнд неверно, и можно лишь предполагать, что «Атлант» служил одним из источников вдохновения для ЛаВея. Однако и это предположение подтверждается лишь словами дочери ЛаВея и её мужа(недостоверный источник вследствие неприязненных отношений) , а также утверждением Б. Эллиса, что сам ЛаВей открыто признавал, что его сатанизм был «просто философией Айн Рэнд с добавлением церемоний и ритуалов» без подробного цитирования первоисточника.
По опросу 5000 членов книжного клуба Book-of-the-Month Club, проведённого Information Analysis System Corporation в 1991 году для Библиотеки Конгресса и для книжного клуба «Book of the Month Club», «Атлант расправил плечи» была признана второй после Библии книгой, которая наиболее сильно повлияла на жизнь опрашиваемых респондентов. По состоянию на 2007 год суммарный тираж «Атланта» составил более 6,5 млн экземпляров. По опросу Zogby International, проведённому в ноябре 2008 года, роман прочли 8,1 % взрослых американцев.
Изучением и пропагандой литературного и философского наследия Айн Рэнд занимается ряд организаций в США и других странах: Институт Айн Рэнд в Ирвайне (Калифорния) и Общество Атланта.
Русский поэт и писатель Алексей Цветков, эмигрировавший в США в 1975 году, отмечает беспрецедентную популярность творчества Айн Рэнд в США, в особенности среди студенческой молодежи, и сожалеет по поводу факта её малоизвестности в России. По его мнению, популярность романов Рэнд объясняется не только присущей им «авантюрностью и лихостью», «при всей картонности и одномерности персонажей», но главным образом, привлекательной в подростковом возрасте проповедью личного успеха, самовлюблённости, а также крайнего эгоизма, якобы характерных для великих личностей. Цветков критически оценивает этическую концепцию Рэнд-Розенбаум, видя в ней прямое заимствование из теории «разумного эгоизма» Писарева и Чернышевского, находившихся под влиянием взглядов английского философа начала XVIII века Бернарда Мандевиля, которого современники считали циником.
В статье от 20 октября 2012 года журнал The Economist отмечает, что несмотря на обилие критики Айн Рэнд, наблюдается рост популярности её книг. Наибольшую долю приверженцев философии Рэнд составляют жители США, однако, по словам Эдварда Хаджинса из Atlas Society, заметен рост интереса читателей из других стран. По данным Института Айн Рэнд (англ. Ayn Rand Institute), основная масса поклонников за пределами США приходится на Великобританию, Канаду, Индию и Скандинавию. Так, в Швеции с 2005 по 2012 год было продано 30 000 экземпляров её книг, а в Индии объём продаж книг Айн Рэнд в 16 раз превзошёл продажи работ Карла Маркса. Однако надо учитывать, что большинство экземпляров не продаётся, а бесплатно раздаётся учебным заведениям за счёт Института Айн Рэнд. В 2007 году в The New York Times сообщалось, что каждый год таким образом среди учащихся распространяется по 400 000 книг. Продано же за год около 150 тыс. экземпляров.

Дженнифер Бёрнс в своей биографии Рэнд пытается разобраться в вопросе привлекательности концепции Рэнд, которая явно выходит за рамки обычной популярности и сейчас. Она считает, что играет роль контраст между постмодернистской современностью, где является нормой моральный релятивизм, и способом, которым Рэнд выражала свои взгляды: однозначно, при этом незамаскированно и с выраженной страстью. Бёрнс образно охарактеризовала положительных героев Рэнд как «Homo economicus на стероидах» и ультрарациональных «сверхчеловеков». Писательница выступает фактически как мессия:
«Рэнд задумала свои книги как нечто вроде священного писания, и при всем акценте, сделанном ею на разуме, эмоциональная и психологическая сторона её романов обессмертили их».
Современный российский писатель и публицист Антон Вильгоцкий в своём исследовании жизни Рэнд приводит воспоминание одного из учеников, иллюстрирующее причину притягательности объективизма для студентов:
«Я столкнулся с двумястами пятьюдесятью различными философскими школами — но все это было как огромное колесо, которое стояло на месте, потому что все эти утверждения противоречили друг другу, уравновешивали друг друга. Я просто перестал понимать, что же я думаю обо всем этом. А она принялась удалять одно высказывание за другим, ещё и ещё. И в конце концов колесо начало вращаться. И я определённо последовал за ней».
Философ Кирилл Мартынов указывает, что «Атлант» — это именно «роман воспитания». Чтение Рэнд в молодости вдохновляет на стремление к самостоятельности, отстаиванию своих воззрений, несмотря на их несоответствие стандартным общественным, противодействие родителям, учителям и прочему социальному окружению. Этот известный этап пубертатной психологии отлично соответствует основной посылке Рэнд, которая в формулировке Мартынова выглядит так: «если вы не выбираете свой собственный путь и не будете делать того, к чему у вас есть талант, это обернется потерями как для вас лично, так и для общества в целом».

## Книги

### Художественные произведения
- Айн Рэнд. Атлант расправил плечи (в 3 томах) = Atlas Shrugged. — М.: Альпина Паблишер, 2011. — 1364 с. — ISBN 978-5-9614-1430-1.
- Айн Рэнд. Атлант расправил плечи (в 3 томах) = Atlas Shrugged / перевод Д. В. Костыгина. — Санкт-Петербург: Культ-информ-пресс, 1997. — 1000 экз.
- Айн Рэнд. Идеал = Ideal. — М.: «АСТ», 2017. — 320 с. — ISBN 978-5-17-095883-2.
- Айн Рэнд. Источник (в 2 томах) = The Fountainhead. — М.: Альпина Паблишер, 2011. — 808 с. — ISBN 978-5-9614-1671-8.
- Айн Рэнд. Мы живые = We the Living. — М.: Альпина Паблишер, 2012. — 473 с. — ISBN 978-5-9614-1752-4.
- Айн Рэнд. Муж, которого я купила = The husband I bought. — М.: «АСТ», «Астрель-СПб», 2011. — 319 с. — ISBN 978-5-271-38484-4.
- Айн Рэнд. Гимн = Anthem. — М.: Альпина Паблишер, 2011. — ISBN 978-5-9614-1696-1.

### Нехудожественная литература
- Айн Рэнд. Добродетель эгоизма = The Virtue of Selfishness: A New Concept of Egoism. — М.: Альпина Паблишер, 2011. — 186 с. — ISBN 978-5-9614-1462-2.
- Айн Рэнд. Возвращение примитива. Антииндустриальная революция = Return of the Primitive: The Anti-Industrial Revolution. — М.: Альпина Паблишер, 2011. — 352 с. — ISBN 978-5-9614-1480-6.
- Айн Рэнд. Капитализм. Незнакомый идеал = Capitalism: The Unknown Ideal. — М.: Альпина Паблишер, 2011. — 424 с. — ISBN 978-5-9614-1471-4.
- Айн Рэнд. Романтический манифест. Философия литературы = The Romantic Manifesto: A Philosophy of Literature. — М.: Альпина Паблишер, 2011. — 200 с. — ISBN 978-5-9614-1556-8.
- Айн Рэнд. Искусство беллетристики = The art of fiction. — М.: «АСТ», «Астрель-СПб», 2011. — 319 с. — ISBN 978-5-17-076672-7.
- Айн Рэнд; Под ред. Роберта Мэйю. Ответы: Об этике, искусстве, политике и экономике = Answers. The Best of Her Q&A / Редактор М. Савина. — М.: Альпина Паблишер, 2012. — 282 с. — ISBN 978-5-9614-1669-5.
- Айн Рэнд. Подумай дважды = Think twice. — М.: «АСТ», «Астрель-СПб», 2012. — 319 с. — ISBN 978-5-271-38691-6.
- Айн Рэнд. Концепция эгоизма. — Ассоциация бизнесменов Санкт-Петербурга, 1995. — 128 с. — (Памятники здравой мысли). — ISBN 5-85186-038-3.
- Айн Рэнд. Апология капитализма. — М.: «Новое литературное обозрение», 2003. — 355 с. — (Либеральное наследие). — ISBN 5-86793-229-X.
- Айн Рэнд. Санкция жертвы // InLiberty.ru, 2008.
- Айн Рэнд. Философия. Кому она нужна? = Ayn Rand. Philosophy: Who Needs It / пер. Илья Русин. — М.: Альпина Паблишер, 2021. — 309 с. — ISBN 978-5-9614-5949-4.
- Айн Рэнд. Голос разума. Философия объективизма. Эссе = The Voice of Reason: Essays in Objectivist Thought / пер. Илья Русин. — М.: Альпина Паблишер, 2021. — 480 с. — ISBN 978-5-9614-7286-8.

## Статьи
- Рэнд А. Большой бизнес — преследуемое меньшинство американского общества // Неприкосновенный запас. — 2001. — № 1 (15).
- Рэнд А. Происхождение войн // The Freeman : Журнал. — 1966. — № 11 (16).

## Экранизации
Роман «Источник» был экранизирован в 1949 году с тем же названием, главную роль сыграл Гэри Купер. Роман «Мы живые» был экранизирован в 1942 в фашистской Италии (отредактированная версия была выпущена в 1986), а экранизация романа «Атлант расправил плечи» в 3 частях вышла в 2011—2014 гг. Было экранизировано три романа писательницы и несколько пьес, также Айн Рэнд была сценаристом фильмов «Любовные письма», которые получили четыре номинации на «Оскар», и «Ты один». Всего состоялось 11 экранизаций по произведениям и сценариям Айн Рэнд.
Сценарий компьютерной игры BioShock был создан на основе критического отношения создателей игры к философии Айн Рэнд.
По сценарию игры основатель тайного города, построенного на дне океана, Эндрю Райан (анаграмма имени писательницы Ayn Rand — And[rew] Ryan) воплощает идеи свободного рынка без внешнего вмешательства, что приводит к разрушению города.
В 1999 году вышел телевизионный фильм Кристофера Менола «Тайная страсть Айн Рэнд». Главную роль сыграла Хелен Миррен.

## Видео
- Интервью Айн Рэнд Филу Донахью (англ.) на YouTube
- Документальный фильм Park Avenue, в котором критикуются взгляды Айн Рэнд (англ.) на YouTube
- Интервью Айн Рэнд Людмиле Оболенской, для радиостанции Голос Америки (рус.) на YouTube